# أديليت
 الأديلايت بالأنجليزية (Adelite) معدن نادر مكون هو الكالسيوم ، المغنيسيوم ، والزرنيخ مع الصيغة الكيميائية CaMgAsO 4 OH. ويشكل في الحالة الصلبة سلسلة مع الفاناديوم -ليكون الجوتولبيت . تحل الفلزات الأنتقالية الأخري محل المغنيسيوم و يحل الرصاص يحل محل الكالسيوم ما يؤدي إلى مجموعة متنوعة من المعادن المماثلة لمجموعة الأديلايت .
البلورات الأديلايت لها ألوان مختلفة (الأزرق والأخضر والأصفر والرمادي) وتسطع بوضوح في ضوء الشمس.لها معيار صلابة موس من 5 وثقل نوعي من 3.73 إلى 3.79.
يأتي اسمها من كلمة يونانية تعني غير واضح .وتم إكتشافة لأول مرة في عام 1891 من فارملاند ، السويد .

## التواجد الجيولوجي
تم العثور على أديليت في رواسب خام في الجزائر وألمانيا وإيطاليا والسويد والولايات المتحدة الأمريكية .

## فهرس
- بالاش ، ص. برمان هـ. فرونديل ، سي (1960). " نظام دانا لعلم المعادن ، المجلد الثاني: هاليدات ، نترات ، بورات ، كربونات ، كبريتات ، فوسفات ، زرنيخات ، تنغستات ، موليبدات ، إلخ. (الطبعة السابعة) " John Wiley and Sons، Inc.، New York، pp. 804–806.